# 최영이 (종교인)
최영이(崔榮伊, 1818년 ~ 1840년 2월 1일)는 조선의 천주교 박해 때에 순교한 한국 천주교의 103위 성인 중에 한 사람이다. 세례명은 바르바라(Barbara)이다.
그녀는 한국의 103위 성인에 속한 순교자 최창흡 베드로와 손소벽 막달레나 부부의 딸이자 조신철 가롤로의 처이다.

## 생애
최영이는 한양에서 태어나 어린 시절부터 부모를 본받아 매우 독실한 천주교 신자로 살았다. 그녀의 부모가 그녀의 혼담을 정할 때, 그녀는 자신이 원하는 배우자는 매우 독실한 교우여야 하지만, 양반이나 부자는 싫다고 말했다. 그러므로, 그녀는 20세의 나이에 44세의 늙은 홀아비인 조신철 카롤로와 결혼했다. 이듬해에 그녀는 아들을 낳았다. 그 부부는 서로를 격려하며 충실하게 신앙생활을 이어나갔다.
1839년 기해박해가 일어나자 최영이는 남편과 함께 피신했지만, 6월에 그녀의 친정을 습격한 포졸들에게 체포되었다. 그녀는 체포될 때, 자신의 아들을 데리고 감옥에 들어갔다. 그러나 감옥은 혼탁한 공기에 어둡고 음식도 부족했으므로, 유아가 지내기에는 매우 어려운 곳이었다. 또한 그녀는 아들 때문에 확고한 신앙이 흔들릴 수 있음을 염려하였으므로, 최영이는 아들을 밖의 한 친척에게 맡겼다.
포장은 그녀가 배교하고 동료 천주교인들과 그녀의 집에서 발견된 종교 물품들의 주인의 이름을 대라고 강요하였다. 최영이는 배교치 않았고, 교우들과 알고 지내기에 자신은 너무 젊다고 말했다. 따라서, 그녀는 2 차례의 주뢰형을 260 여대의 태형을 받았다. 그녀는 형조에서도 3 차례의 형벌과 고문을 견뎌내고 사형을 선고받았다.
그녀는 한 편지에다가 이렇게 기록했다.
| “ | 순교로 제 부모를 잃었었으니 이 얼마나 슬픈 일인가요! 하지만, 제가 천국에 대하여 생각할 때면, 위로가 되며 순교의 특권을 주신 것에 대하여 하느님께 감사드립니다. 제 마음은 행복으로 가득 차 있습니다. | ” |

1840년 2월 1일, 최영이는 한양 근교의 당고개로 압송되어 이문우 요한과 홍영주 바오로와 함께 참수형을 받았다. 그렇게 그녀가 순교하던 때의 나이는 23세였다. 그 전날에는 최영이의 어머니가 처형 받아 순교하였는데, 모녀가 같이 순교하지 못한 까닭은 당시 조선의 형법에 따르면 친족을 같은 날에 처형하는 것이 금지되어 있었기 때문이었다.

## 시복 · 시성
최영이 바르바라는 1925년 7월 5일에 로마 성 베드로 광장에서 교황 비오 11세가 집전한 79위 시복식을 통해 복자 품에 올랐고, 1984년 5월 6일에 서울특별시 여의도에서 한국 천주교 창립 200주년을 기념하여 방한한 교황 요한 바오로 2세가 집전한 미사 중에 이뤄진 103위 시성식을 통해 성인 품에 올랐다.

## 참고 문헌
- 가톨릭 사전: 최영이
- Catholic Bishop's Conference Of Korea. 103 Martryr Saints: 최영이 바르바라 Barbara Choe Yong-i 보관됨 2014-12-14 - 웨이백 머신